# Scopeloberyx opisthopterus
Scopeloberyx opisthopterus är en fiskart som först beskrevs av Parr, 1933.  Scopeloberyx opisthopterus ingår i släktet Scopeloberyx och familjen Melamphaidae. IUCN kategoriserar arten globalt som livskraftig. Inga underarter finns listade i Catalogue of Life.